# الله‌قلی‌باغی
الله‌قلی‌باغی (به لاتین: Allahqulubağı) یک منطقه مسکونی در جمهوری آذربایجان است که در شهرستان زرداب واقع شده‌است. الله‌قلی‌باغی ۵۱۸ نفر جمعیت دارد.